# Pandanwangi (Diwek)
Pandanwangi is een bestuurslaag in het regentschap Jombang van de provincie Oost-Java, Indonesië. Pandanwangi telt 6007 inwoners (volkstelling 2010).